# Giuseppe Chiappella
Giuseppe Chiappella, genannt Beppe (* 28. September 1924 in San Donato Milanese, Italien; † 26. Dezember 2009 in Mailand, Italien) war ein italienischer Fußballspieler und späterer -trainer.
Als Aktiver spielte er für den SC Pisa und den AC Florenz, mit dem er 1956 italienischer Fußballmeister wurde. Als Trainer betreute er zunächst auch die Fiorentina und holte hierbei zweimal die Coppa Italia und einmal den Europapokal der Pokalsieger nach Florenz. Später trainierte er noch zum Beispiel den SSC Neapel, Cagliari Calcio und Inter Mailand.

## Spielerkarriere

### Vereinskarriere
Giuseppe Chiappella wurde am 28. September 1924 in San Donato Milanese, einer norditalienischen Stadt in der Lombardei nahe Mailand geboren. Infolge des Zweiten Weltkrieges zog er mit seinen Eltern später nach Pisa, wo er auch mit dem Fußballspielen begann. Im ersten Nachkriegsjahr, 1946, unterschrieb er einen Vertrag beim örtlichen SC Pisa. Bei dem Verein spielte Chiappella bis 1949 und machte in dieser Zeit 97 Spiele und vier Tore für den SC Pisa.
1949 schloss er sich dem AC Florenz an, der damals zu den Spitzenmannschaften im italienischen Fußball zählte. Mit der Fiorentina war Giuseppe Chiappella in den folgenden elf Jahren sehr erfolgreich und gewann in der Spielzeit 1955/56 die italienische Meisterschaft, als man Erster wurde in der Serie A mit zwölf Punkten Vorsprung auf den AC Mailand. Durch die Meisterschaft 1956 war der AC Florenz zur Teilnahme am Europapokal der Landesmeister 1956/57 berechtigt, wo man nach Siegen über IFK Norrköping aus Schweden, Grasshopper Club Zürich aus der Schweiz und Roter Stern Belgrad aus Jugoslawien ins Endspiel einzog und auf Real Madrid traf. Gegen das Weiße Ballet, wie die Mannschaft von Real Madrid jener Tage um Spieler wie Raymond Kopa, Alfredo Di Stéfano oder Francisco Gento genannt wurde, erwies sich die Mannschaft der Viola jedoch als nicht stark genug und unterlag im Endspiel im Madrider Estadio Santiago Bernabéu mit 0:2. Im Ligabetrieb verlief die Saison 1956/57 ähnlich erfolgreich wie die Vorherige. Diesmal reichte es nach Ablauf aller Spieltage aber nur zur Vizemeisterschaft mit sechs Punkten Rückstand auf den AC Mailand, den man im Vorjahr noch auf den zweiten Platz verweisen konnte. Auch in den folgenden drei Jahren bis 1960 wurde der AC Florenz, wo zur damaligen Zeit Spieler wie Verteidiger Sergio Cervato, Torhüter Enrico Albertosi oder Schweden-Stürmer Kurt Hamrin unter Vertrag standen, drei weitere Male Vizemeister zweimal hinter Juventus Turin und einmal hinter dem AC Mailand. Des Weiteren erreichte man zweimal das Endspiel um die Coppa Italia, verlor aber jedes Mal. Am 24. September 1958 hatte man gegen Lazio Rom mit 0:1 das Nachsehen, zwei Jahre später stellte Juventus Turin eine zu große Hürde dar. Die Finalniederlage gegen Juventus Turin in Rom stellte den Karriereabschluss von Giuseppe Chiappella beim AC Florenz dar, im Alter von 36 Jahren endete die aktive Laufbahn des Vorstoppers im Sommer 1960. Für den AC Florenz war er in 329 Spielen der Serie A aufgelaufen und hatte darin fünfmal das gegnerische Tor getroffen.

### Nationalmannschaft
Zwischen 1953 und 1957 brachte es Giuseppe Chiappella auf siebzehn Länderspiele in der italienischen Fußballnationalmannschaft. Ein Torerfolg gelang ihm dabei nicht. Sein Länderspieldebüt gab er unter Nationaltrainer Carlino Beretta am 13. November 1953 beim 2:1-Erfolg der Italiener in einem Freundschaftsspiel gegen Ägypten in Kairo. Genau einen Monat danach erlebte er sein zweites Länderspiel, beim 3:0 gegen die Tschechoslowakei am 13. Dezember 1953 in Genua gehörte er der italienischen Mannschaft an. In der Folge machte er 1954 nur ein Länderspiel (3:0 gegen Ägypten) und wurde auch nicht für die Fußball-Weltmeisterschaft in der Schweiz nominiert. Erst Anfang 1955 setzte ihn der neue Trainer Lajos Czeizler wieder ein, in Stuttgart bewann Italien mit 2:1 gegen Deutschland. In der Folgezeit entwickelte sich Giuseppe Chiappella zum Stammspieler in der Nationalmannschaft und kam bis 1957 auf dreizehn weitere Länderspieleinsätze, ehe seine Laufbahn in der Nationalmannschaft 1957 endete. Sein letztes Länderspiel machte Chiappella am 22. Dezember 1957 in Mailand gegen Portugal. Italien gewann mit 3:0.

## Trainerkarriere

### Erfolge mit dem AC Florenz
Im Sommer 1960 wurde Giuseppe Chiappella Nachfolger des Argentiniers Luis Carniglia als Trainer des AC Florenz. Zu Beginn des Jahres 1961 wurde er jedoch aufgrund von mangelndem Erfolg entlassen. Zuvor war zu bemerken, dass die Leistungen der Fiorentina in Heimspiele und Auswärtsspielen sehr unterschiedlich waren. So sprangen im heimischen Stadio Artemio Franchi meist deutliche Siege heraus (unter anderem 3:0 gegen Juventus Turin, 4:0 gegen Lazio Rom oder 3:0 gegen Udinese Calcio), auswärts spielte man auch gegen schlechtere Mannschaften oft remis oder verlor gar (zum Beispiel 1:1 bei Catania Calcio, 0:1 bei Absteiger AC Neapel oder 0:2 bei SPAL Ferrara). Nachfolger von Chiappella wurde der Ungarn und frühere Weltklassespieler Nándor Hidegkuti. Unter Hidegkuti gewann der AC Florenz in der Saison 1960/61 die Coppa Italia im Endspiel gegen Lazio Rom und den Europapokal der Pokalsieger gegen die Glasgow Rangers. Obwohl er zum Zeitpunkt des Titelgewinns nicht mehr Florenz-Trainer war, gebührt Giuseppe Chiappella dennoch ein gewisser Anteil an den beiden Titelgewinnen, da er die Mannschaft im ersten Teil der Saison betreut hatte.
Hidegkuti war bis 1962 Trainer der Viola. Danach wurde er durch den späteren italienischen Nationaltrainer Ferruccio Valcareggi ersetzt, der seinerseits bis 1964 in Florenz coachte, ehe er zu Atalanta Bergamo ging. Im Sommer 1964 berief die Führungsetage des AC Florenz Giuseppe Chiappella zum neuen Trainer der ersten Mannschaft. Daraufhin führte Chiappella das Team in der Serie A 1964/65 auf den fünften Rang und erreichte damit die Teilnahme am Messestädte-Pokal des folgenden Jahres, wo jedoch bereits früh gegen den tschechoslowakischen Vertreter Spartak Brno ZJŠ kam. In der italienischen Liga wurde Chiappella mit Florenz in der Spielzeit 1965/66 Vierter, einzig hinter Inter Mailand, dem FC Bologna und Aufsteiger SSC Neapel. Im gleichen Jahr erreichte Chiappellas Mannschaft das Endspiel um die Coppa Italia, wo man auf den süditalienischen Zweitdivisionär US Catanzaro traf. Das Finale wurde von der Fiorentina mit 2:1 nach Verlängerung gewonnen, das entscheidende Tor in der vorletzten Minute der Verlängerung erzielte Mario Bertini. Durch den Gewinn des italienischen Fußballpokals war der AC Florenz startberechtigt für den Europapokal der Pokalsieger 1966/67, wo man jedoch bereits in der ersten Runde am ungarischen Cupsieger Rába ETO Győr scheiterte. Die folgende Saison, 1966/67, war die Letzte von Giuseppe Chiappella als verantwortlicher Trainer des ACF Fiorentina. In der Serie A belegte man den fünften Platz und schied im nationalen Pokal im Halbfinale gegen Inter Mailand aus.

### Neapel, Cagliari und Inter
Zur Spielzeit 1968/69 wurde Giuseppe Chiappella Nachfolger von Bruno Pesaola als Trainer des SSC Neapel. Mit Pesaola tauschte er die Arbeit, dieser wurde neuer Trainer des AC Florenz und holte mit der Viola in seiner ersten Saison die italienische Meisterschaft. Chiappella gelangen solche Erfolge mit dem SSC Neapel nicht, wobei durchaus akzeptable Platzierungen in der Serie A unter der Egide Giuseppe Chiappellas heraussprangen. Nachdem man in den ersten beiden Jahren mit Trainer Chiappella stets Platzierungen im Mittelfeld der Liga erreicht hatte, belegte die Mannschaft des SSC Neapel in der Saison 1970/71 den dritten Platz in der ersten Liga, man musste nur den beiden Mailänder Vereinen Inter und AC den Vortritt lassen. Dabei stellte die Napoli-Mannschaft mit nur neunzehn Gegentoren die beste Verteidigung der italienischen Eliteliga. Nicht so gut lief es dagegen in der Folgesaison, als am Ende nur Rang acht belegt wurde. Auch im UEFA-Pokal 1971/72 schied der SSC Neapel bereits in der ersten Runde mit 1:2 nach Hin- und Rückspiel gegen den rumänischen Vertreter Rapid Bukarest aus. 1972/73 konnte Neapel die Vorjahresplatzierung fast bestätigen, es wurde nach Ablauf aller Spieltage mit Platz neun erneut eine Mittelfeldplatzierung erreicht. Im Vorjahr war Giuseppe Chiappella mit dem SSC Neapel ins Endspiel um die Coppa Italia vorgedrungen, wo man jedoch dem AC Mailand mit 0:2 unterlegen war.
Nach Ende der Saison 1972/73 verließ Giuseppe Chiappella den SSC Neapel und wurde neuer Trainer von Cagliari Calcio. Der italienische Meister von 1970 hatte sich in den Jahren nach der Meisterschaft im Mittelfeld der Liga etabliert und belegte auch in den zwei Jahren der Trainerschaft Chiappellas mit zweimal Platz zehn nur Ränge im Mittelfeld der Serie A. Im Saisonverlauf 1974/75 wurde Giuseppe Chiappella wegen Erfolglosigkeit entlassen und durch den späteren Meistertrainer des AC Turin, Luigi Radice, ersetzt. Im Sommer 1975 wurde er dann Coach von Inter Mailand, das er in seiner ersten Saison auf den vierten Platz der Serie A führte. Die gleiche Platzierung erreichte man in der darauffolgenden Saison 1976/77, ehe sich die Wege von Inter Mailand und Giuseppe Chiappella trennten. In seiner letzten Inter-Saison führte Giuseppe Chiappella das Team um Spieler wie Verteidiger Giacinto Facchetti, Mittelfeldakteur Sandro Mazzola oder Angreifer Pietro Anastasi ins Endspiel um die Coppa Italia, wo man allerdings dem Lokalrivalen AC Mailand 0:2 unterlag.

### Weitere Stationen
Nach seinem Abschied von Inter Mailand coachte Giuseppe Chiappella in der Folge nurmehr kleinere Vereine mit relativ wenig Erfolg. So war er, nachdem er 1978 noch einmal kurzzeitig die Fiorentina trainiert hatte, in der Serie A 1978/79 Coach von Hellas Verona, mit dem er prompt als Tabellenletzter und nurfünfzehn erreichten Punkten in dreißig Ligaspielen in die Serie B abstieg.
Er ging dann zum SC Pisa, seinem Heimatverein aus Spieler, wo er in der Serie B 1979/80 den vierzehnten Rang erreichte, was den Ansprüchen der Führung des SC Pisa nicht genügte.
Nach der Trennung vom SC Pisa wurde Giuseppe Chiappella ein Jahr später neuer Verantwortlicher an der Seitenlinie beim Zweitdivisionär Pescara Calcio, wo er mit verantwortlich war für den Abstieg des Vereins in die Serie C1. Man wurde Letzter der Serie B mit nur siebzehn erzielten Punkten und neunzehn Zählern Rückstand auf einen Nichtabstiegsplatz.
Zwei Jahre nach dem Abstieg mit Pescara bekleidete Giuseppe Chiappella sein letztes Traineramt, als er ein Jahr lang den AC Arezzo als Trainer führte und nur knapp den Abstieg aus der zweiten Liga vermied. Danach zog sich Chiappella aus dem Fußballgeschäft zurück und lebte in Mailand. Am 26. Dezember 2009 starb Giuseppe Chiappella im Alter von 85 Jahren in Mailand, nachdem er bereits in den Jahren zuvor an einer Lungenkrankheit gelitten hatte.

## Erfolge

### Als Spieler
- Italienischer Meister: 1×

- 1955/56 mit dem AC Florenz
- Vizemeister 1956/57, 1957/58, 1958/59 und 1959/60 mit dem AC Florenz

- Finalteilnahme im Europapokal der Landesmeister: 1×

- 1956/57 mit dem AC Florenz; Niederlage gegen Real Madrid

- Finalteilnahme in der Coppa Italia: 2×

- 1958 und 1959/60 mit dem AC Florenz; Niederlagen gegen Lazio Rom und Juventus Turin

### Als Trainer
- Italienischer Pokalsieger: 1965/66 mit dem AC Florenz
  - Finalist 1971/72 mit dem SSC Neapel und 1976/77 mit Inter Mailand